# 中部エチオピア州
中部エチオピア州（ちゅうぶエチオピアしゅう、アムハラ語: የማዕከላዊ ኢትዮጵያ ክልል）は、エチオピア中部の州。中央エチオピア州とも表記される。州都はウォルキテ。
西から東にかけてオロミア州と、南を南エチオピア州と、南西を南西エチオピア諸民族州と接する。
2023年8月19日に南部諸民族州が改編される形で発足した。面積は約15,100平方キロメートル、人口は約627万人（2023年6月推計）。公用語はアムハラ語。

## 歴史
2010年代後半より南部諸民族州の解体の動きが活発となり、2019年11月のシダマ県を皮切りにシダマ州、南西エチオピア諸民族州が相次いで住民投票を経て分離していった。南エチオピア州の住民投票を翌年に控えた2022年11月29日、南部諸民族州の高官は協議を行い、州北部の5県と1特別郡を中部エチオピア州として再編する計画を発表した。計画には州再編に反対の立場を表明していたグラゲ県が含まれていた。県・特別郡政府との協議は行われていなかったため、中部エチオピア州は即座に論争の的となった。賛同者は開発と行政サービスの促進を主張し、反対者は民族のアイデンティティを危険にさらすと反論した。グラゲ県議会は住民投票の実施を要請したが、当局は住民投票を実施しない方針を固持した。
2023年8月18日、南エチオピア州と並行して中部エチオピア州の創設に関する会議がウォルキテで開催された。翌19日、会議は副知事（事実上のトップ）にEndashaw Tassewを任命し、南部諸民族州知事Ristu Yirdaから役職の引継ぎが執り行われた。また州議会議長、副議長等のポストも任命され、中部エチオピア州が発足した。

## 行政区画
7県と3特別郡から成る。州創設時に再編が行われ、イェム特別郡は県へ昇格し、ケンバタ・テンバロ県はケンバタ県とテンバロ特別郡に分割された。グラゲ県からはケベナ郡とマレコ郡が特別郡として独立した。
1. アラバ県（英語版）（Alaba、Halabaとも）
2. 東グラゲ県（英語版） - 2023年8月7日にグラゲ県から分立[9]
3. グラゲ県（英語版）（Gurage）
4. ハディヤ県（英語版）（Hadiya、Hadiaとも）
5. ケンバタ県（英語版）（Kembata 、Kambataとも）
6. シルテ県（英語版）（Silte）
7. イェム県（英語版）（Yem） - 元特別郡
8. ケベナ特別郡（英語版）（Kebena） - グラゲ県から分立
9. マレコ特別郡（英語版）（Mareko） - 同上
10. テンバロ特別郡（英語版）（Tembaro、Tambaroとも） - 旧ケンバタ・テンバロ県から分立

## 民族
2007年国勢調査によると、過半数を占める民族はおらず多民族色の強い州となっている。
- ハディア人（英語版） - 27.2%
- グラゲ人 - 25.3%
- シルテ人（英語版） - 18%
- カンバタ人 - 12.9%

この他にハラバ人（アラバ人）、イェム人、マレコ人（Mareko）、テンバロ人、アムハラ人などが暮らしている。

## 宗教
2007年国勢調査によると、大別して最も多いのはキリスト教だが、グラゲ県とシルテ県を中心にイスラム教が浸透している。またハディア県とケンバタ・テンバロ県ではプロテスタントが、グラゲ県とイェム特別郡では正教会の人口比が高い。
- イスラム教 - 41.7%
- プロテスタント - 37.4%
- 正教会 - 17.9%
- カトリック - 2.6%
- アニミズム - 0.1%